# Heniochus pleurotaenia
Heniochus pleurotaenia е вид бодлоперка от семейство Chaetodontidae. Видът не е застрашен от изчезване.

## Разпространение и местообитание
Разпространен е в Бангладеш, Индия (Андамански и Никобарски острови), Индонезия, Малдиви, Мианмар, Тайланд и Шри Ланка.
Обитава крайбрежията на океани, морета, лагуни и рифове. Среща се на дълбочина от 1 до 25 m.

## Описание
На дължина достигат до 17 cm.
Популацията на вида е стабилна.